# Кантональное восстание
Кантональное восстание или Кантональная революция (исп. Rebelión cantonal, Revolución cantonal) — волна восстаний, прокатившихся по Первой Испанской республике в 1873—1874 гг.
Кантоналистское движение выступало за радикальный федерализм и добровольное слияние кантонов (объединений муниципалитетов и городов) в федерации. Он оказал большое влияние на зарождающееся рабочее движение, особенно анархистское.
Первая вспышка движения произошла в Картахене 12 июля 1873 года, за ней последовали вспышки во многих регионах Валенсии, Мурсии и Андалусии, в провинциях Саламанка и Толедо. 
В большинстве кантонов были отменены монополии, введен восьмичасовой рабочий день, ликвидирована безработица, но потребление было обложено налогом.

## Провозглашение Федеративной Республики
10 февраля 1873 года король Испании Амадей I отказался от трона. 11 февраля 1873 года, на следующий день после отречения, Национальное собрание провозгласило Испанию республикой 258 голосами против 32, но не определив её как унитарную или федеральную, отложив решение до будущих учредительных кортесов. В тот же день Национальное собрание назначило республиканца-федералиста Эстанислао Фигераса президентом республики. 
По итогам выборов в августе 1872 года большинство голосов в кортесах принадлежало радикальным демократам во главе с Мануэлем Руисом Соррилья и республиканцам-федералистам во главе с Франсиско Пи-и-Маргалем. Сторонники республики были расколоты: приверженцы федерализма хотели создать республику наподобие США, Эмилио Кастелар выступал за унитарную республику по французскому образцу, Николас Сальмерон занимал консервативные позиции, а генерал Мануэль Павиа стремился к военной диктатуре. В регионах выдвигались требования автономии, поддержанные частью столичных политиков. 
В мае состоялись выборы в Учредительные кортесы, которые, ввиду выхода других политических партий, стали подавляющей победой Федеральной республиканской партии. Несмотря на разногласия, 8 июня, через неделю после открытия Учредительных кортесов, под председательством «непримиримого» ветерана-республиканца Хосе Марии Оренсе парламентарии без труда одобрили Федеративную Демократическую Республику 218 голосами «за», двух против и 12 воздержавшихся. Это действие спровоцировало восстания в различных регионах страны, которые хотели расширения своих полномочий. В ходе выступлений было объявлено о создании кантонов (самостоятельных административных единиц, добровольно объединившихся в «Испанскую федерацию»).
30 июня 1873 года муниципалитет Севильи, где были влиятельны анархисты, провозгласил образование независимой социалистической республики и отозвал своих депутатов из центрального парламента. 9 июля о своей независимости объявил город Алькой. В течение следующих недель автономные республики («кантоны») были провозглашены почти во всех крупных городах юга и юго-запада Испании: в Валенсии, Мурсии, Картахене, Кадисе, Малаге, Севилье, Гранаде, Альмансе и Саламанке. 

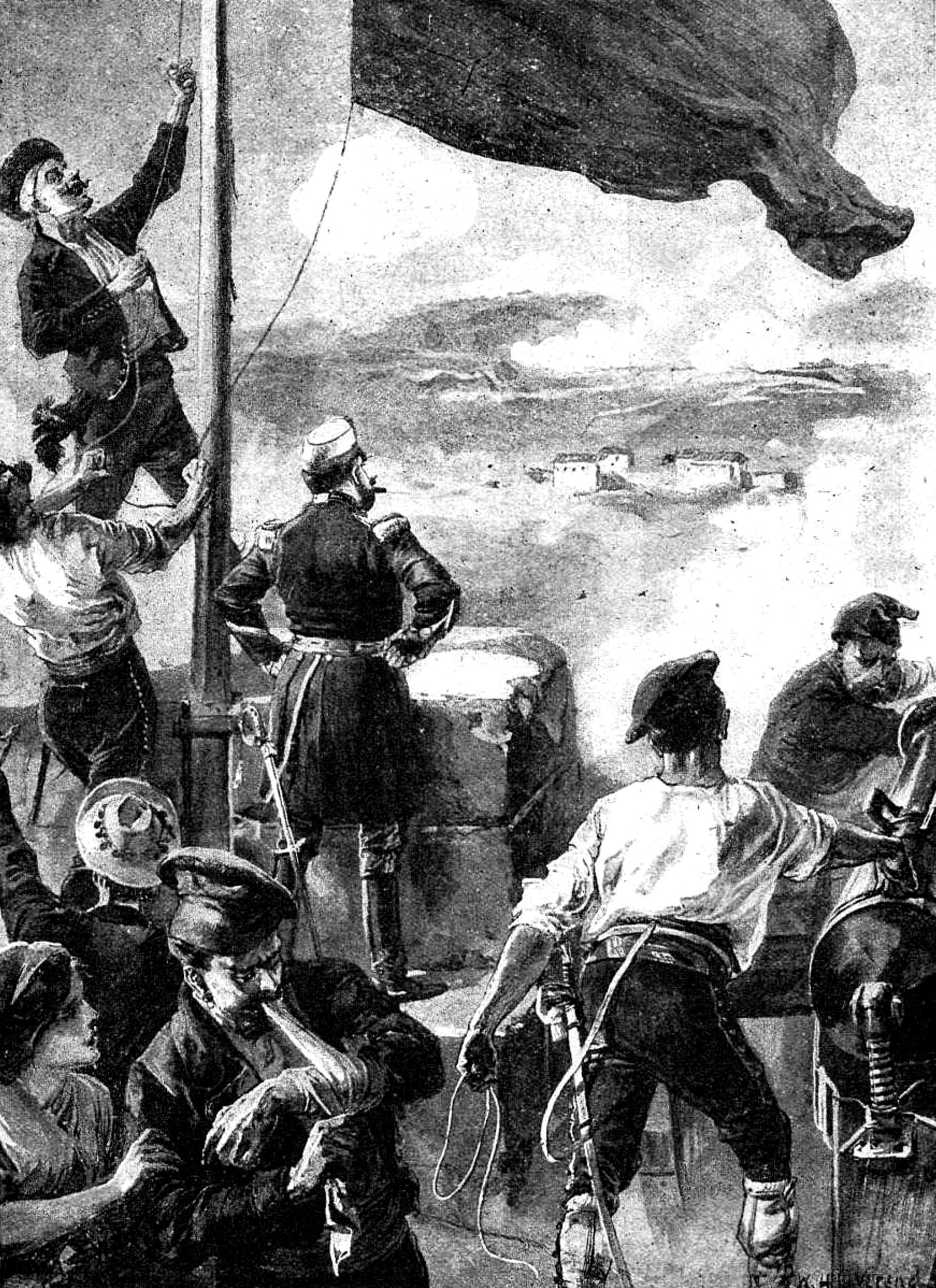
Повстанцы поднимают красный флаг над фортом Галерас.

В Картахене утром 12 июля под руководством прибывшего из Мадрида студента медицинского факультета Мануэля Карселеса Сабатера, началось восстание. Повстанцы захватили ратушу и телеграф и заявили о создании «Революционной хунты общественного спасения». К повстанцам присоединился гарнизон форта Галерас. Над ним был поднят красный флаг (был использован османский флаг с белым полумесяцем и звездой, так как другого красного флага не нашлось). 13 июля в Картахену прибыл депутат парламента от Мурсии Антонио Гальвес Арче, которого «Революционная хунта» провозгласила главой кантона. Военным руководителем повстанцев стал генерал от кавалерии Хуан Контрерас-и-Роман. Под контроль повстанцев перешли стоявшие в Картахене военные корабли, в том числе четыре из семи броненосных судов испанского флота (броненосцы («Витория», «Нумансия», «Тетуан» и «Мендес Нуньес»). Часть офицеров бежала с кораблей, но их заменили офицеры с торговых судов.
Попытки создания кантонов имели место и в Эстремадуре (в Кориа, Эрвасе и Пласенсии). Выходила также газета «Эль-Кантон Экстрименьо» (под редакцией сначала Эрнандеса Гонсалеса, а затем Эваристо Пинто Санчеса), призывавшая к созданию кантона Эстремадура, и к вооруженной борьбе, в случае необходимости, для защиты провозглашенных идеалов. Восстание кантоналистов также нашло некоторый резонанс в провинции Авила. 15 июля в Мурсии была создана «Революционная хунта», которая заявила, что действует «по распоряжению генерала Контрераса и гражданина Антонио Гальвеса».

## Подавление кантонального движения
18 июля глава правительства Испании Пи-и-Маргаль ушёл в отставку, правительство возглавил Николас Сальмерон. Линия поведения правительства Сальмерона заключалась в защите правопорядка, что означало подавление кантональных и карлистских восстаний ради спасения республики. Чтобы подавить первое, он принял жесткие меры, такие как замена гражданских губернаторов, мэров и солдат, которые выразили поддержку восстанию, а затем назначил генералов, выступавших против Федеративной Республики, таких как Мануэль Павия и Арсенио Мартинес Кампос командовать военными экспедициями в Андалусию и Валенсию. Он также мобилизовал резервистов, а также ещё 30 000 человек гражданской гвардии. Он уполномочил взимать военные налоги и организовывать провинциальные вооруженные корпуса. Благодаря принятым мерам разные кантоны были покорены один за другим, за исключением Картахены, которая сопротивлялась до 12 января 1874 года.
Генерал Мануэль Павия и войска под его командованием 21 июля выехали из Мадрида в Андалусию на двух поездах, но прибыли в Кордову только через два дня, поскольку путь в Деспеньяперросе был занят, что вынудило их свернуть свой путь через Сьюдад-Реаль и Бадахос. За день до его прибытия генералу Риполю удалось сорвать попытку «Добровольцев Республики» провозгласить кантон Кордова. Первой мерой, предпринятой Павией, было восстановление дисциплины в войсках. Затем он приготовился атаковать кантон Севилья, поскольку его падение деморализовало бы остальные кантоны Андалусии. Его войска покинули Кордову и направились в Севилью 26 июля. После двух дней тяжелых боев Павия утром 30 августа заняла ратушу, но контроль над городом не был полным до следующего дня. Ценой 300 потерь — потери в кантональных войсках были намного больше — 1 августа Павия официально вошёл в Севилью, и часть его войск была отправлена в другие города провинции, чтобы разоружить оставшихся повстанцев.
2 августа часть войск Павии покинула Севилью и направилась в Херес-де-ла-Фронтера, откуда на следующий день кантоналы были вытеснены и бежали в Сан-Фернандо или Кадис. В тот же день основная часть армии Павии находилась в Сан-Фернандо, на окраине Кадиса, и без единого выстрела взяла железнодорожный вокзал. Генерал Павия отказался вести какие-либо переговоры, касающиеся капитуляции кантона Кадис, который сдался без столкновений, оказавшись в окружении с суши и моря.
8 августа, умиротворив Кадис и его провинцию, Павия отправился в Кордову, чтобы атаковать кантоны Гранада и Малага. 12 августа он въехал в Гранаду верхом, не встретив сопротивления. Он немедленно приказал разоружить повстанцев в столице и провинции, положив тем самым конец кантону Гранада. Затем он направился в сторону Малаги, игнорируя приказы правительства, которое запрещало ему ехать туда. Он вступил в противостояние с гражданским губернатором, которого в конце концов уволило правительство. Он провел ещё одну жестокую репрессию в Эсихе, чтобы это послужило примером для других андалузских кантоналистов, отказавшихся подчиниться его власти. Таким образом, к сентябрю 1873 года Павия положил конец кантону Малага, а вместе с ним и андалузской кампании.
6 сентября Сальмерон подал в отставку с поста президента исполнительной власти, чтобы избежать подписания смертного приговора восьми солдатам Барселоны, перешедшим в лагерь карлистов — он был решительно против смертной казни, которую кортесы только что восстановили за некоторые военные преступления.
В то время как Павия руководил операциями в Андалусии, генерал Арсенио Мартинес Кампос боролся с повстанцами в регионах Валенсии и Мурсии. 24 июля его передовые войска предприняли первую попытку прорваться в Валенсию из города Катарроха, но были отброшены. Затем хунта валенсийского кантона организовала оборону города, которая оказалась трудной, поскольку валы были снесены восемью годами ранее, за исключением башен Серранос и башен Кварта. После нескольких неудачных переговоров Мартинес Кампос 2 августа начал бомбардировку города со стороны Ксиривелья, примерно в двух километрах к западу от столицы, и получил в ответ артиллерийский огонь с башен Кварты. Настойчивые и всё более точные обстрелы в конечном итоге вызвали панику среди населения. Комиссия, сформированная консулами Италии и Великобритании, а также консервативным валенсийским писателем Теодором Льоренте Оливаресом, встретилась во вторник, 5 августа, с Мартинесом Кампосом в его штаб-квартире в Квар-де-Поблет, чтобы добиться прекращения огня до 12-го числа. Кантональная хунта и лидеры ополчения проголосовали за прекращение борьбы. Люди, наиболее вовлечённые в дело кантона, бежали, сев на корабль, конфискованный хунтой несколькими днями ранее, и отправились в Картахену, чтобы продолжить там восстание. Впоследствии белый флаг был поднят на Микалет, самой высокой башне города. Мартинес Кампос вошёл в Валенсию 8 августа и приказал распустить и разоружить ополченцев.
Победа Мартинеса Кампоса в битве при Чинчилья-де-Монтеарагон открыла ему путь к занятию города Мурсии. 11 августа её Революционная хунта была распущена – около 1000 кантоналистов удалось бежать в Картахену – так что Картахена осталась последним символом борьбы за федеральную автономию.

## Действия картахенских повстанцев
18 июля генерал Контрерас на колёсном фрегате «Фернандо эль Католико» направился к Масаррону и Агиласу, после чего они присоединились к кантону Мурсия. 20 июля Гальвес на броненосце «Витория» с егерским батальоном направился к Аликанте, где Гальвес провозгласил самостоятельный кантон, учредив революционный совет. В Аликанте были захвачены вооружённый пароход «Виджиланте», буксир и два небольших судна, а также 40 000 песет из государственных учреждений. Но через четыре дня Аликанте заняли правительственные силы.

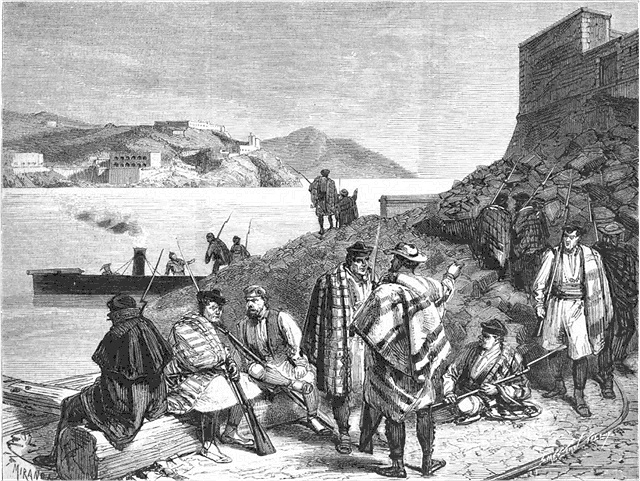
Повстанцы в порту Картахены

«Витория» вернулась в Картахену, а Гальвес на «Виджиланте» отправился в Торревьеху, где ещё 19 июля был провозглашён самостоятельный кантон. Но 23 июля на обратном пути в Картахену пароход «Виджиланте» был задержан как пиратский германским броненосцем «Фридрих Карл». Его отвели в Гибралтар, а Гальвеса и его соратников высадили в Картахене.
25 июля до 2000 повстанцев с четырьмя пушками заняли город Лорка, где захватили несколько тысяч песо. Но уже 26 июля Лорка перешла под контроль правительственных сил.
В Картахене ощущалась нехватка продовольствия, контрибуция, наложенная на имущие классы, не помогла улучшить положение.
28 июля генерал Контрерас вышел в море на броненосце «Витория» в сопровождении фрегата «Альманса», которые везли два регулярных полка и батальон морской пехоты. На следующий день они прибыл в Альмерию, где под угрозой бомбардировки Контрерас потребовал от муниципалитета Альмерии выплатить контрибуцию в 500 000 песо, а также провести всеобщее голосование, чтобы жители города решили, объявлять ли им кантон. После отказа властей Альмерии удовлетворить эти требования 30 июля корабли повстанцев обстреляли город. Было сделано 35 выстрелов неразрывными снарядами, чтобы избежать человеческих жертв, но всё же в гавани было ранено два человека. 31 июля «Витория» и «Альманса» прибыли в гавань Мотриля, где повстанцам передали собранную в Малаге финансовую помощь в сумме 160 000 реалов.

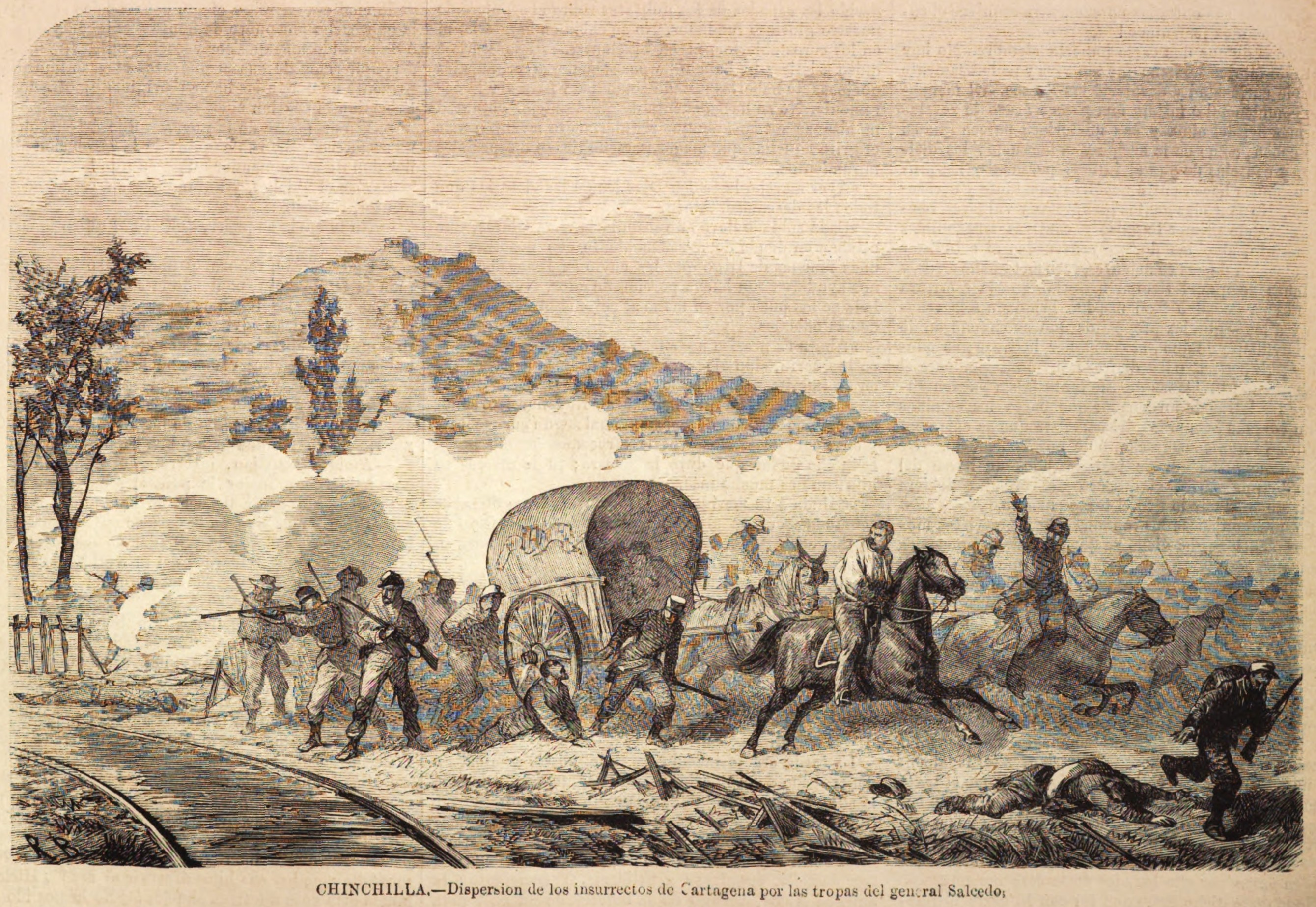
Бой при Чинчилья-де-Монтеарагон. Отход повстанцев

1 августа «Альманса» и «Витория» подошли к Малаге, где как пиратские были остановлены британским броненосцем «Свифтшур» и германским броненосцем «Фридрих Карл». «Альманса» была протаранена «Фридрихом Карлом» и потеряла бушприт, после чего сдалась. Затем сдалась и «Витория». Экипажам «Альмансы» и «Витории» было позволено сойти с оружием на остров Эскомбрерас возле Картахены, после чего оба корабля были отведены в Гибралтар и позднее были возвращены британскими властями правительству Испании. Однако британское правительство не одобрило участие «Свифтшура» в действиях против повстанцев, а командир «Фридриха Карла» после возвращения в Германию был даже отдан под суд за самоуправство.
30 июля отряд повстанцев под руководством Гальвеса (два регулярных полка из Картахены и отряд ополченцев из Мурсии) вступил в бой с гражданской гвардией и карабинерами под городом Ориуэла. Были убиты 14 человек со стороны правительственных сил и один повстанец.
5-8 августа картахенские повстанцы начали наступление на Мадрид: отряд в 3000 человек с двумя пушками на трёх поездах двинулся на север по железной дороге. Планировалось занять узловую станцию Чинчилья-де-Монтеарагон и прервать связь войск Кампоса, стоящих под Валенсией, с Мадридом. Однако атака на Чинчилью утром 10 августа была отражена, повстанцы отступили. После этого Гальвес и Контрерас смогли организовать контратаку и отвести основную часть своих сил в Мурсию. Потери повстанцев составили около 500 человек (в основном пленными), в том числе 28 командиров, а также 51 вагон, обе пушки и 250 винтовок.
11 августа повстанцы оставили Мурсию, около 1000 вооружённых кантоналистов отступили оттуда в Картахену. Четыре дня спустя Мартинес Кампос начал осаду Картахены.

## Конец Испанской Федерации
2 сентября Временное правительство Испанской Федерации подало в отставку, его члены были интегрированы в Картахенскую хунту – Суверенную хунту общественной безопасности – которая оставалась единоличной властью под председательством Педро Гутьерреса.
На заседании испанских кортесов 6 сентября, в ходе которого обсуждалась отставка Николаса Сальмерона и назначение на его место Эмилио Кастелара, Пи-и-Маргалл выступил с резкой критикой политики подавления кантонального восстания, которая, по его словам, привела к поражению республиканцев и выявило недоверие лидеров к народным массам. 7 сентября 1873 года Эмилио Кастелар был избран президентом исполнительной власти Первой республики, когда кантональное восстание практически закончилось, за исключением кантона Картахена. Кастелар получил от кортесов чрезвычайные полномочия, идентичные тем, которые просил Пи-и-Маргалл для борьбы с карлизмом в баскских провинциях и Каталонии, но на этот раз распространявшиеся на все Испании, чтобы положить конец карлистской войне, а также кантональному восстанию. Следующим шагом стало одобрение 18 сентября приостановки работы парламента с 20 сентября по 2 января 1874 г. 
Благодаря предоставленным ему чрезвычайным полномочиям и приостановке работы парламента Кастелар смог управлять посредством декретов, которые позволили ему реорганизовать артиллерийский корпус для призыва резервистов и осуществлять набор новых. Таким образом, он смог собрать армию в 200 000 человек и предоставить заем в 100 миллионов песет для покрытия военных расходов. Благодаря этому правительство сумело блокировать Картахену с суши и моря, и 13 января город капитулировал.
Кантоны Альманса, Лоха, Севилья, Малага, Кадис (в последнем принимал участие известный испанский активист-анархист Фермин Сальвочеа), Тарифа сопротивлялись до января 1874 года.